# Léon Marchal
Léon Marchal (* 8. Juni 1900 in Badonviller, Département Meurthe-et-Moselle; † 24. September 1956 in Straßburg) war ein französischer Diplomat, der von 1953 bis zu seinem Tod Generalsekretär des Europarates war.

## Leben

### Studium und Beginn der diplomatischen Laufbahn
Marchal trat nach einem Studium der Philosophie an der Universität Straßburg sowie der Universität von Paris 1921 in den auswärtigen Dienst ein und wurde 1929 zunächst stellvertretender Leiter des Generalkonsulats in Montreal sowie anschließend zwischen 1932 und 1934 Leiter des dortigen Generalkonsulats. Nachdem er 1934 Zweiter Sekretär am Generalkonsulat in München sowie 1935 Konsul 2. Klasse beim Generalresidenten in Marokko wurde, folgte 1941 seine Berufung zum Botschaftsrat 2. Klasse an der Botschaft in den USA.
Am 23. April 1942 wurde Marchal vom Vichy-Regime abberufen, ehe er am 15. August 1942 von dem in London ansässigen Nationalkomitee Frankreichs (Comité National Français) zum Geschäftsträger (Chargé d’Affaires) in Kanada ernannt wurde. Am 5. November 1942 setzte die Vichy-Regierung von Philippe Pétain Marchal auf eine Liste französischer Staatsbürger, die ihrer Staatsbürgerschaft beraubt waren. Im Jahr darauf wurde er 1943 Generalsekretär und Leiter des öffentlichen Dienst beim Generalgouverneur von Algerien sowie Generalsekretär beim Generalresidenten für Marokko und danach bevollmächtigter Gesandter beim Generalresidenten für Marokko.

### Botschafter und Generalsekretär des Europarates
Nach Ende des Zweiten Weltkrieges erfolgte 1947 seine Akkreditierung als Botschafter in Pakistan und im Anschluss daran 1949 als Botschafter in Thailand.
1951 wurde Marchal Vertreter Frankreichs bei der Schlichtungskommission der Vereinten Nationen in Palästina und danach Leiter der Abteilung Afrika und Levante im Außenministerium am Quai d’Orsay.
Nach dem Tod von Jacques Camille Paris am 17. Juli 1953 wurde Marchal am 21. September 1953 dessen Nachfolger als Generalsekretär des Europarates. Er bekleidete dieses Amt bis zu seinem Tod am 24. September 1956. Erst ein Jahr später wurde mit Lodovico Benvenuti am 15. September 1957 ein Nachfolger berufen.

## Veröffentlichungen
- Vichy: Two Years of Deception, 1943, Nachdruck 2013, ISBN 1-25896-870-3[3]